# Amphiodia frigida
Amphiodia frigida är en ormstjärneart som först beskrevs av Jean Baptiste François René Koehler 1897.  Amphiodia frigida ingår i släktet Amphiodia och familjen trådormstjärnor. Inga underarter finns listade i Catalogue of Life.